# Tempio del Buddha Kyauktawgyi (Mandalay)
Il Tempio del Buddha Kyauktawgyi (in birmano ကျောက်တော်ကြီးဘုရား) è un tempio buddista situato a Mandalay, in Birmania.
La costruzione iniziò nel 1853 sotto il controllo del re Mindon Min, ma il sito non fu completato fino al 1878 a causa di alcuni avvenimenti politici, tra cui una ribellione proprio verso il re. I lavori inizialmente seguirono il modello del Tempio di Ananda di Bagan, ma poi questo progetto di renderlo simile a tale edificio fu abbandonato.
All'interno del tempio è presente una statua del Buddha seduto in atteggiamento Maravijaya. La scultura è stata scolpita a partire da un unico blocco di marmo estratto a Sagyin: il suo trasporto fino al tempio, dove fu scolpito, durò 13 giorni e richiese l'intervento di di 10 000-12 000 uomini. La scultura del Buddha fu consacrata nel 1865.